# Viby, Eskilstuna kommun
Viby är en bebyggelse väster om Kjulaås i Eskilstuna kommun.  Bebyggelsen klassades 2020 som en småort.